# Iain Levison
Pour les articles homonymes, voir Levison.
Iain Levison, né en 1963 à Aberdeen (Écosse) au Royaume-Uni, est un écrivain américain[réf. nécessaire].

## Biographie
Après le départ de son père (étudiant en médecine à l'Université d'Aberdeen) pour les États-Unis il a vécu avec sa mère célibataire et les aides sociales dans un quartier pauvre d'Aberdeen en Écosse. En 1971 (il a 8 ans) la famille se réconcilie et s'installe à Merion (en) banlieue aisée de Philadelphie. Puis il part vivre à Taiyuan, de 2010 à 2015 où il enseigna. Il vit actuellement au Royaume-Uni.
Son premier livre, Tribulations d'un précaire est un récit autobiographique sur les 42 petits boulots qu'il a exercés à la fin de sa licence de lettres.
Son premier roman est Un petit boulot (2003) qui se passe aux États-Unis dans une ville industrielle en déclin où on suit un chômeur prêt à tout pour s'en sortir. 
Son deuxième est Une canaille et demie (2005) est un roman policier, qui se déroule en Alberta, raconte comment Dixon, un malfrat qui vient de commettre le braquage d'un banque prend en otage Élias, un professeur d'histoire frustré. 
Arrêtez-moi là ! (2011), inspiré du disculpé Richard Ricci dans l'affaire de l'enlèvement d'Elizabeth Smart en 2002 : un chauffeur de taxi est accusé à tort d'un enlèvement.

## Œuvres

### Romans
- Tribulations d'un précaire : récit [« A Working Stiff's Manifesto »]  (trad. de l'anglais), traduit par Fanchita Gonzalez Batlle, Paris, Éditions Liana Levi, collection Piccolo, 2002, 187 p. (ISBN 978-2-86746-454-6) ;
- Un petit boulot [« Since the Layoffs »], traduit par Fanchita Gonzalez Batlle, Paris, Éditions Liana Levi, 2003, 196 p. (ISBN 978-2-86746-336-5) ;
- Une canaille et demie [« Dog Eats Dog »], traduit par Fanchita Gonzalez Batlle, Paris, Éditions Liana Levi, 2006, 246 p. (ISBN 978-2-86746-418-8) ;
- Trois hommes, deux chiens et une langouste [« How to Rob an Armored Car »]  (trad. de l'anglais), traduit par Fanchita Gonzalez Batlle, Paris, Éditions Liana Levi, 2009, 272 p. (ISBN 978-2-86746-503-1)[1] ;
- Arrêtez-moi là ! [« The Cab Driver »]  (trad. de l'anglais), traduit par Fanchita Gonzalez Batlle, Paris, Éditions Liana Lévi, 2011, 245 p. (ISBN 978-2-86746-565-9) ;
- Ils savent tout de vous [« Mindreader »]  (trad. de l'anglais), traduit par Fanchita Gonzalez Batlle, Paris, Éditions Liana Levi, 2015, 232 p. (ISBN 978-2-86746-792-9) ;
- Pour services rendus : récit [« Version of Events »]  (trad. de l'anglais), traduit par Fanchita Gonzalez Batlle, Paris, Liana Levi, 2018, 219 p. (ISBN 979-10-349-0021-3) ;
- Un voisin trop discret [« Parallax »]  (trad. de l'anglais), traduit par Fanchita Gonzalez Batlle, Paris, Liana Levi, 2021 (ISBN 979-10-349-0401-3) ;
- Les stripteaseuses ont toujours besoin de conseils juridiques [« The Whistleblower »]  (trad. de l'anglais), traduit par Emmanuelle et Philippe Aronson, Paris, Liana Levi, 2024, 237 p. (ISBN 9791034909537)

## Adaptations de son œuvre au cinéma
- 2016 : Arrêtez-moi là de Gilles Bannier, adapté du roman homonyme
- 2016 : Un petit boulot de Pascal Chaumeil, adapté du roman homonyme
- 2022 : Canailles de Christophe Offenstein, adapté de Une canaille et demie
- Jan Kounen a écrit un scénario de Trois hommes, deux chiens et une langouste[2], à ce jour non réalisé